# Сіака Тьєне
Сіака́ Тьєне́ (фр. Siaka Tiéné; нар. 22 лютого 1982, Абіджан, Кот-д'Івуар) — колишній івуарійський футболіст. Захисник збірної Кот-д'Івуару та французького «Монпельє».

## Титули і досягнення
- Чемпіон Франції (1):

«Парі Сен-Жермен»: 2012-13
Збірні
- Переможець Кубка африканських націй: 2015
- Срібний призер Кубка африканських націй: 2006, 2012